# سیارک ۲۵۸۲
سیارک ۲۵۸۲ (به انگلیسی: 2582 Harimaya-Bashi، نامگذاری:1981SA) دو هزار و پانصد و هشتاد و دومین سیارک کشف شده‌است که در ۲۶ سپتامبر ۱۹۸۱ کشف شد.
قدر مطلق سیارک برابر ۱۰٫۵۰ است.